# Johann Gottlob von Quandt

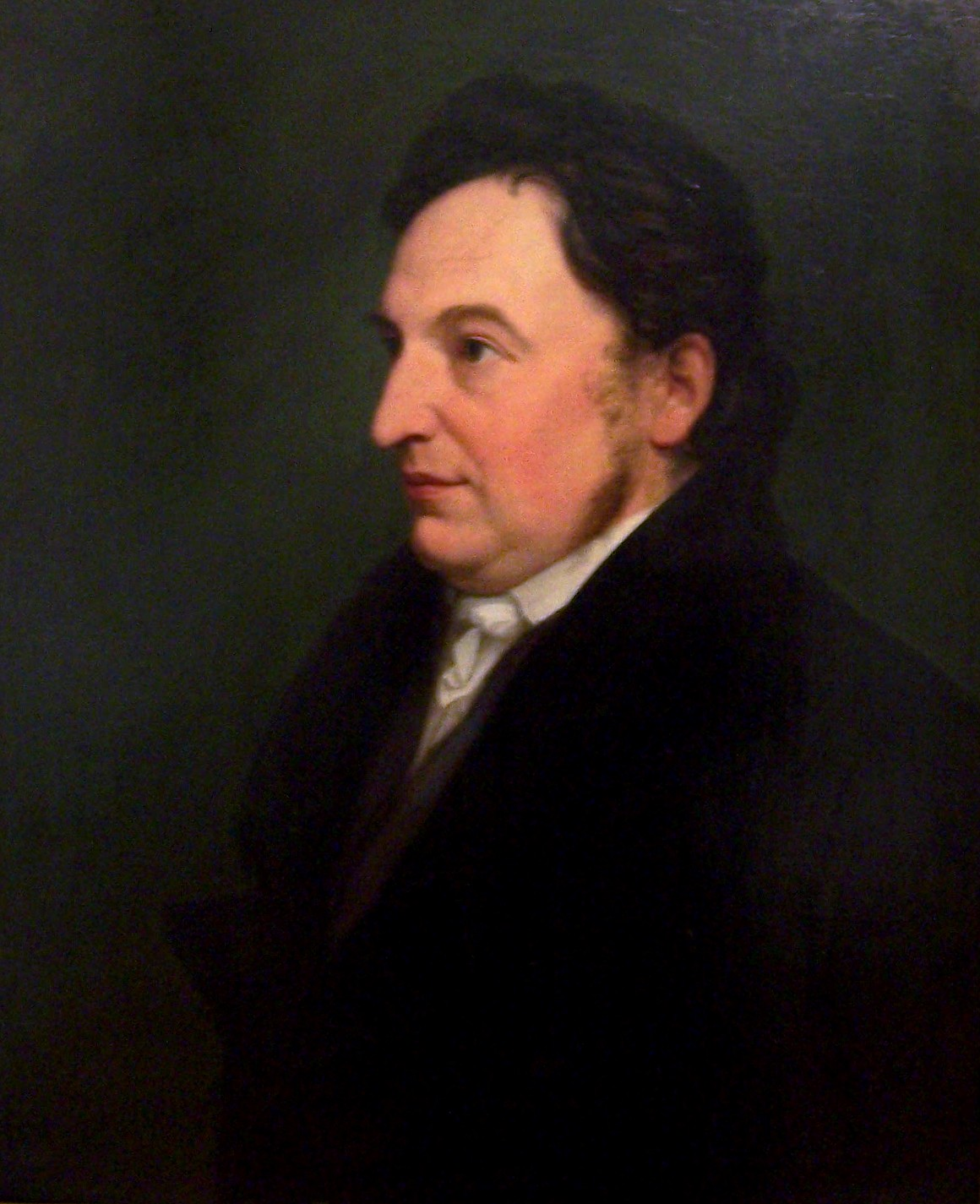
Bildnis Johann Gottlob von Quandt. Ölgemälde von Carl Christian Vogel von Vogelstein, um 1830.

Johann Gottlob von Quandt (* 9. April 1787 in Leipzig; † 19. Juni 1859 in Dresden) war ein deutscher Kunsthistoriker und Kunstmäzen.

## Leben
Sein Vater war Kaufmann und Gutsbesitzer in Wachau bei Leipzig, seine Mutter starb früh. Obwohl er weder Schule noch Universität besuchte, genoss er eine hervorragende Bildung. Er bekam Privatunterricht in der Ölmalerei, in Architektur und Gartenkunst. 1811 unternahm Quandt seine Grand Tour, eine Art Studienreise durch Italien. Zu dieser Zeit besaß er das Wissen eines Kunsthistorikers.
Ein Philosophieprofessor unterrichtete ihn in der Kantschen Philosophie. Bei einer Reise nach Annaberg begeisterten ihn Bilder aus dem Marienleben nach dem Vorbild Albrecht Dürers. In der Zeitung für die elegante Welt veröffentlichte er einen Artikel darüber, der ihm weitere Aufträge einbrachte.
1815 fand er auf dem Dachboden der Leipziger Thomaskirche vier Gemälde von Lucas Cranach dem Älteren und sandte Johann Wolfgang von Goethe Kreidekopien einiger Köpfe aus diesen Bildern. Goethe machte in seiner „Nachricht von altdeutschen, in Leipzig entdeckten Kunstwerken“ auf Quandts Fund aufmerksam.

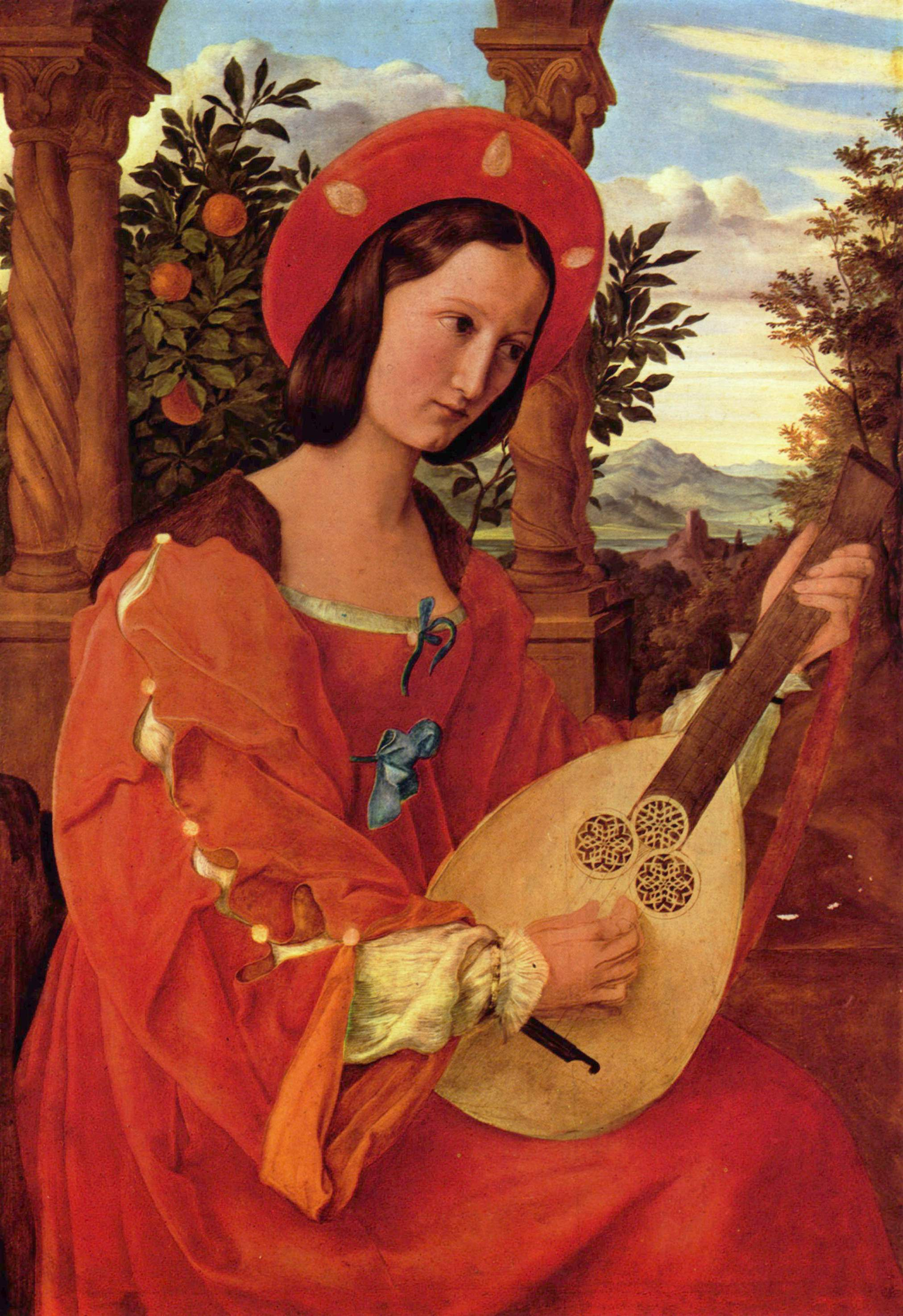
Julius Schnorr von Carolsfeld: Porträt der Frau Clara Bianca von Quandt mit Laute, 1820

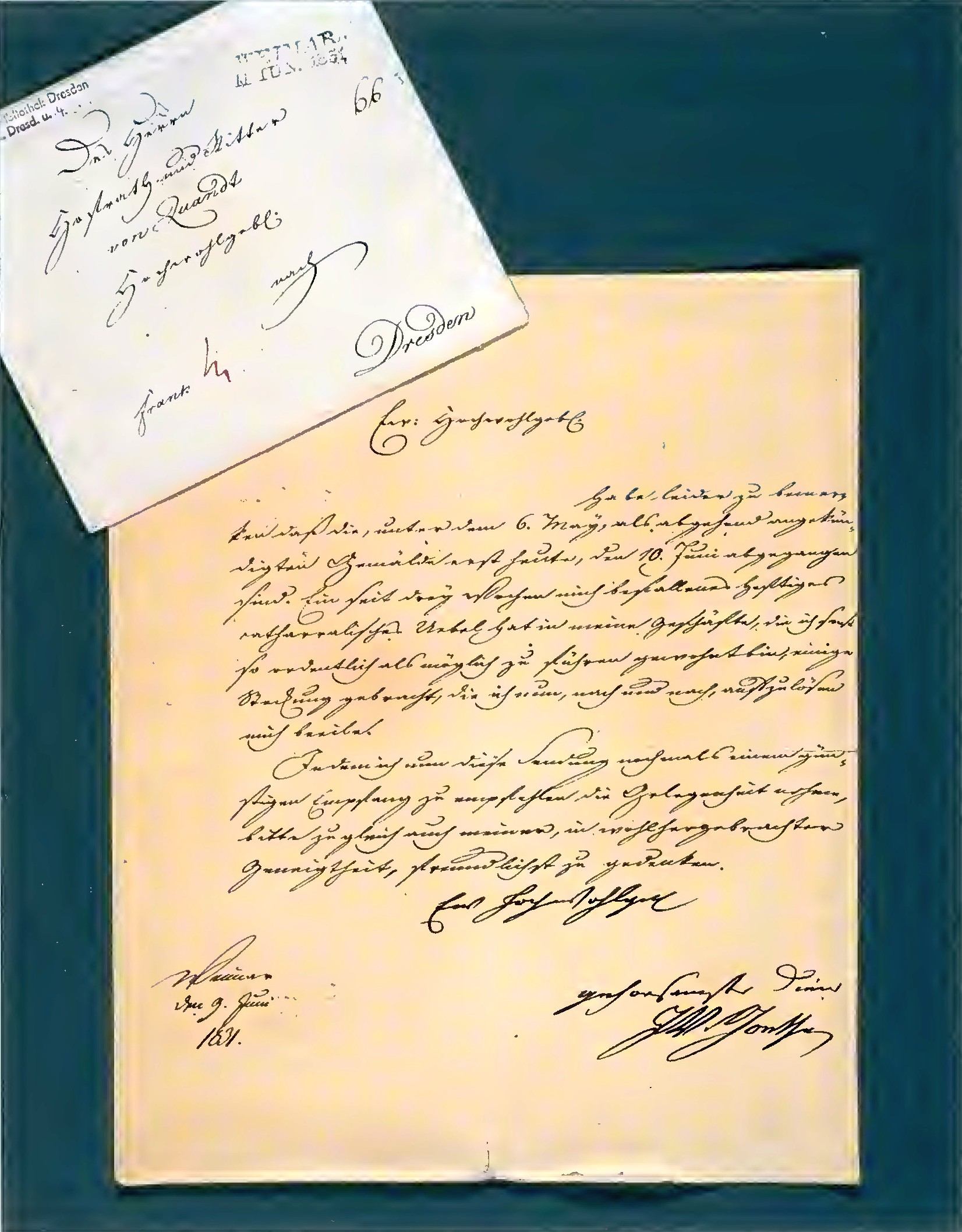
Brief von Goethe an Quandt (1831) mit der Information zum Versand von Gemälden von Weimar nach Dresden

1819 heiratete Quandt in der Dorfkirche von Plauen bei Dresden Bianca, geb. Meißner, verw. Low, die von Elisa von der Recke erzogen worden war. Auf ihrer Hochzeitsreise nach Rom wurde ihr Haus zum Künstlertreffpunkt. Regelmäßige Gäste waren Friedrich Overbeck, Julius Schnorr von Carolsfeld, Louise Seidler, Carl Christian Vogel von Vogelstein u. v. m. Bei jedem der Künstler bestellte er ein Bild, selbstverständlich gegen Honorar.
1820, bei der Rückkehr, besuchte das Ehepaar Goethe, der sie mit vielen wichtigen Persönlichkeiten bekanntmachte. Die Quandts ließen sich nun in Dresden nieder, wo Bianca zwei Söhne zur Welt brachte und ihr Mann das Haus als Museum einrichtete, das durch einen eigenen Katalog beschrieben wurde.
1826 übernahm Quandt den Vorsitz der Sektion Malerei und Bildhauerkunst im „Verein zur Erforschung und Erhaltung vaterländischer Altertümer“ (Königlich Sächsischer Altertumsverein). 1831 legte er eine denkmalpflegerische Konzeption für das Erzgebirge vor. Dabei plädierte er für die Belassung der Kunstdenkmäler an ihren Originalstandorten.
In der Kunst sah er die Grundlage für Patriotismus und sozialen Frieden, die Vereinigung der physischen und geistigen Kräfte eines Landes („Über die Stellung der Bildenden Künstler zum Staate“, 1826).
Von 1828 bis 1833 war Quandt Vorstand des Sächsischen Kunstvereins. 1836 wurde er in den Akademischen Rat berufen, er war Ehrenmitglied der Königlichen Akademien zu Berlin und München.
1830 erwarb er das Gut Dittersbach und die Dörfer Eschdorf, Röhrsdorf (heute Dürrröhrsdorf), Rossendorf und Zeschnig. Er sorgte nicht nur durch Vorträge für die Bildung der Bauern und versuchte an der Schule Turnunterricht einzuführen (was die Obrigkeit verbot), er feierte auch mit ihnen und sorgte für Bier und Musik. Zur Steigerung des Wohlstands suchte er durch die Gründung einer Sparkasse zu verhelfen.
1831/33 ließ er auf der „Schönen Höhe“ von Joseph Thürmer das „Belvedere“ erbauen, es wurde 1836/38 von Carl Gottlieb Peschel mit Fresken zu Balladen von Goethe ausgestaltet.
1847 wurde Quandt in den Hausorden vom Weißen Falken in Weimar aufgenommen.
Am 22. Juni 1859 ist Quandt auf dem Kirchhof Dittersbach in aller Stille beerdigt worden.